# Theclopsis
Theclopsis is een geslacht van vlinders van de familie Lycaenidae, uit de onderfamilie Theclinae.

## Soorten
- T. caeus Godman & Salvin, 1887
- T. demea (Hewitson, 1874)
- T. epidius (Godman & Salvin, 1887)
- T. eryx (Cramer, 1779)
- T. gargara (Hewitson, 1868)
- T. lebena (Hewitson, 1868)
- T. leos (Schaus, 1913)
- T. lydus (Hübner, 1816)
- T. murex (Druce, 1907)
- T. mycon (Godman & Salvin, 1887)